# Sélectivité du spin induite par la chiralité
La sélectivité du spin induite par la chiralité (CISS) désigne de multiples phénomènes où la chiralité d'un composé chimique influence le spin des électrons transmis ou émis. Cet effet a été découvert en 1999 par Ron Naaman (en) et ses collègues.
Des expériences ont permis de démontrer cet effet sous la forme de la polarisation des électrons diffusés par les molécules chirales, des probabilités de transmission dépendantes du spin à travers les couches de molécules chirales, de la sélectivité du spin de transport d'électrons en milieu chiral et de l'énantiosélectivité des réactions chimiques induites par des électrons polarisés en spin. On a notamment montré que les courants de déplacement résultant de la polarisation de charge des molécules chirales induisent une polarisation de spin sans qu'un flux de charge net ne soit nécessaire. La compréhension de ces phénomènes pourrait expliquer entre autres la nature homochirale de la vie.
Des modèles théoriques ont permis d'expliquer qualitativement cet effet grâce à l'interaction spin-orbite. Cependant, quantitativement, l'effet prédit était toujours de plusieurs ordres de grandeur inférieur aux mesures expérimentales. Bien que le mécanisme sous-jacent à la CISS ne soit pas totalement élucidé, une méthode hybride utilisant un film d'or pur recouvert de molécules chirales a produit des résultats comparables à ceux de la méthode magnétique,.